# Камперо, Рауль
Рауль Камперо Нуньес (исп. Raúl Campero Núñez, 29 ноября 1919 — 31 октября 1980) — мексиканский военный, призёр Олимпийских игр.
Рауль Камперо Нуньес родился в 1919 году в штате Наярит.
В 1948 году на Олимпийских играх в Лондоне Рауль Камперо Нуньес на лошади Тараумара завоевал бронзовую медаль в троеборье в командном первенстве.